# Acanthoniscus
Acanthoniscus é um género monótipo de oniscidea pertencentes à família Delatorreiidae. A sua única espécie é Acanthoniscus spiniger.
A espécie podem ser encontrada no Caribe.